# Phonescoping
Phonescoping – odmiana digiscopingu, technika fotografowania. Polega na wykorzystaniu wbudowanego w telefon komórkowy aparatu cyfrowego do wykonywania zdjęć trudno dostępnych obiektów przez lornetkę lub lunetę.